# レビューサイト
レビューサイト（英: review site）とは、人、事業、製品、サービスについてレビューを投稿できるソーシャルメディアである。
これらのサイトは Web 2.0 技術を用い、サイトの利用者や雇った職業ライターからレビューを集め、サイトが扱うトピックのレビュー集を作成する。

## ビジネスモデル
レビューサイトは一般に広告によって維持され、また殆どの場合、製品比較した上での購入システム、あるいは価格比較システムを用意している。いくつかの商用レビューサイトでは、サイトでのレビューやレーティングに影響せずに表示機会を増やすオプションを有料で提供している。製品レビューサイトはレビューされる品物を販売するサイトへのリンクを販売することで維持されている場合もある。
インターネット上でアフィリエイト・プログラムが普及してくるにつれ、アフィリエイト型製品レビューサイトという、新種のレビューサイトが現われてきた。殆どの場合、それらのサイトは製品を1つだけ、あるいは同分野から2つの製品を取り上げて比較する形でレビューする。レビューの筆者は製品のオーナーと提携しており、すなわち誰かがその製品を買う度にレビュアーは手数料を受け取る。これは多くの人にレビューの価値を疑わせるものである。結果として、彼らはその製品の別の意見を求めに電子掲示板やより大きなレビューサイトへ行くことになる。

## 影響
Forrester Research、comScore、The Kelsey Group、Word of Mouth Marketing Association のような独立調査機関の研究によると、ランキングサイトやレビューサイトは消費者の購買行動に影響力を持つ。

## 匿名性
元来、レビューは一般に匿名で行なわれ、殆どのレビューサイトは法的な求めが無い限り、個人情報を開示しないというポリシーを定めている。レビューサイトは公開された電子掲示板という位置づけであり、その内容の信頼性に関する申し立てについては通信品位法の第230項 (en) によって法的に保護されている。
電子フロンティア財団 (EFF) の法律職員である Kurt Opsahl は、レビュアーの匿名性は重要だと次のように述べている。「匿名性なくしてランキングサイト、Craigslist、電子掲示板、Amazon のカスタマーレビュー、eBay の出品者フィードバックのようなサービスを享受することはできない。」
しかし2005年頃から消費者はレビューサイト上での自分の同一性や個人情報の開示について寛容になってきている。Yelp, Inc.のようないくつかのサイトは、本名、顔写真、そのほか真正の情報でもって参加するようユーザに勧めている。

## 批判
殆どのレビューサイトは投稿制限やレビューされた内容の吟味を殆ど、あるいは全く行なっていない。批判者たちの指摘として、肯定的レビューが時にレビュー対象の事業者や個人によって書かれたり、否定的レビューがレビュー対象の競合相手、不満を持った従業員、恨みを持った何者かによって書かれかねない、というものがある。さらに、公開かれた場で意見を投稿できる状況に置かれると、人々はしばしば集団極性化を起こし、その結果、非常に肯定的なコメント、非常に否定的なコメント、そして少数がその中間にいるという状態になる。これは中間層が口をつぐんでいるか、両極端のどちらかに引き寄せられたことを意味する。掲載企業からの支払いに頼った運営をしているサイトへの別の批判として、それらのサイトは否定的なレビューの掲載に乗り気ではない、なぜならそれは自らのビジネスモデルを傷つけかねないからだ、という指摘がある。この構図は利害の対立を生むものである。

### 批判への反論
殆どのレビューサイトの運営者は、レビューが客観的でないかもしれないこと、正直でないかもしれないこと、レーティングが統計的に正確でないかもしれないことを認めている。Ratingz Inc のFAQは次のように述べている。「レーティングは統計的に正確ではないが、それらは様々な意見を一覧化したものであり、そのように読み取られるべきである。にもかかわらず、レーティングが無用に詳しすぎるというメールを我々はしばしば受け取るのだ。特に、レーティングが100件を超えるような業種ではそうである。」
Ratingz Inc の共同設立者である Bob Nicholson は話をこう続ける。「もしレーティングからあなたが有益な情報を得られたならば、それは良いことだ。我々はそうあって欲しいと願う。もしレーティングを見て『おいおい、これはどう見てもみな運営スタッフのでっち上げだろう』と思えるならば、その程度のものとして扱えばよいのだ。」PersonRatings.com (en) の設立者 Jeremy Stamper も同様の見解を示し、サイトの利用者に「個人のレーティング・プロフィールを見る時は、あなたなりの味付けを加えてください」と助言している。

## 専門家レビューサイト
製品やサービスについてユーザがレビューを投稿できるサイトとは違い、「専門家」や「エキスパート」を中心に据えて運営されるレビューサイトもある。
それらのサイトのいくつかでは、特定の分野に通じた個人や団体にレビュー対象の記事を委託して報酬を払い、その筆者名も公表している。その他のサイトではレビューの作成に社内の編集者を使っている。
レビューの独立性と客観性を維持するため、また執筆者の適正とサイトの品格が吟味に耐えるよう、これらのサイトは上で述べたような、ユーザ参加型サイトでは自由に書けるような批評の多くが制限される。
別なタイプのレビューサイトとして、自由作文のレビューではなく、一連の定型文から製品、サービス、事業のランク付けを行なうものがある。その一例であるカナダのショッピングサイト Wishabi (en) は、出品者を42種類の評価基準でレビューし、その結果を一連のアイコンで表示している。このタイプの場合、比較分析という点ではよい仕組みだが、柔軟さと表現力が犠牲になる。
2024年には、法律の専門家である弁護士が企業を評価するサービスも登場している。「弁護士べんり」というサービスでは、弁護士が企業に一括で見積依頼を行い、その結果をもとに企業を評価する。このような専門家による評価は、法的なリスク管理やコンプライアンスの視点から行われるため、一般ユーザーの評価と比べて信頼性が高いとされている。弁護士の専門知識と経験、客観性、リスク管理の視点、コンプライアンス重視の姿勢が、評価の信頼性を高める要因となっている。

## 各ジャンルの代表的なもの
食べログ
OpenWork
アットコスメ
フォートラベル
マンションノート
ウェディングパーク
みんなの学校情報
みん評
ピーチクパーク
映画.com
Caloo